# Ondřej Moravec
Ondřej Moravec, född den 9 juni 1984, är en tjeckisk före detta skidskytt. Moravec debuterade i världscupen 2003. Han tog sin första individuella pallplacering i världscupen den 15 december 2012 i jaktstarten i Pokljuka när han körde upp sig från åttonde till andra plats. Den 3 mars 2013 tog Moravec sin första världscupseger i masstartsloppet över 15 km i norska Holmenkollen.
Under VM i Nove Mesto 2013 tog Moravec ett brons i mixstafetten.
Vid olympiska vinterspelen 2014 tog Moravec en silvermedalj i jaktstarten (efter Martin Fourcade som vann), samt silver även i mixstafetten och en bronsmedalj i masstarten.